# Eddie Piller
Eddie Piller je britský DJ a podnikatel v hudebním vydavatelství.
Piller začal svou kariéru v osmdesátých letech v rámci revivalu subkultury mods. Začal vydávat undergroundový fanzin Extraordinary Sensations a pracoval jako DJ a pořadatel koncertů. V roce 1985 založil Countdown Records. Toto hudební vydavatelství podepsalo smlouvu s kapelami jako například The Prisoners nebo Makin' Time a vydalo kompilační album 5-4-3-2-1 Go!, věnované mod revivalu. Piller se obevil v klipu k singlu "A Solid Bond in Your Heart" od The Style Council. V roce 1987 spolu s Gillesem Petersonem založil nové hudební vydavatelství Acid Jazz. To pomohlo rozvíjet nové britské hudební hnutí, acid jazz. Na konci roku 2010 začal moderovat pravidelný podcast nazvaný "The Modcast".